# 木下道雄
木下 道雄（きのした みちお、1887年〈明治20年〉6月13日 - 1974年〈昭和49年〉12月5日）は、昭和天皇の侍従。

## 経歴
東京生まれ。1912年東京帝国大学法学部卒。1913年岡山県警部。1917年岡山県和気郡郡長、内閣書記官。1924年東宮事務官・宮内書記官・東宮侍従。1927年皇后宮事務官。1930年宮内大臣官房秘書課長、1931年同官房総務課長、1933年内匠頭。1936年帝室会計審査局長官、1945年10月皇后宮大夫・侍従次長。1946年依願免官。

## 親族
- 両親は木下広次とツネ（木下助之四女）[2]。
- 妻のシズは木下助之の孫（道雄の母とシズの父が兄弟）で、木下順二の異母姉。
- 妹トネの夫の鈴木三郎は鈴木貫太郎の弟。
- 兄の木下正雄（1883-1966）は物理学者[3]。

## 著書
- 『今上陛下を拝し奉りて』大政翼讃会宣伝部 1944
- 『忘れ得ぬこと』憲法の会 憲法問題決定版 1965
- 『宮中見聞録 忘れぬために』新小説社 1968
  - 『新編 宮中見聞録 昭和天皇にお仕えして』日本教文社 1998
- 『皇室と国民』皇居外苑保存協会 1974
- 『側近日誌』文藝春秋 1990。高橋紘編 
  - 『側近日誌　侍従次長が見た終戦直後の天皇』中公文庫 2017

## 栄典
- 1940年（昭和15年）8月15日 - 紀元二千六百年祝典記念章[4]